# Artur Rimovič Jusupov
Artur Rimovič Jusupov (in russo Артур Римович Юсупов?; traslitterazione anglosassone: Artur Rimovich Yusupov; Samara, 1º settembre 1989) è un ex calciatore russo, di ruolo centrocampista.

## Caratteristiche tecniche
È un interno di centrocampo.

## Carriera

### Club
Ha fatto il suo debutto tra i professionisti nella seconda divisione russa nel 2006 per l'FC Akademija Togliatti. Ha fatto il suo esordio nella Premier League russa l'8 novembre 2009 con l'FC Dinamo Mosca in una partita contro il PFC Spartak Nalchik. Dopo aver sottoscritto un contratto con l'FC Zenit San Pietroburgo, il 25 luglio 2018 ha risolto di comune accordo tale contratto ed ha firmato con l'FC Rostov il giorno successivo.
L'11 gennaio 2019, il suo contratto con l'FC Rostov è stato risolto di comune accordo. Il 14 gennaio è tornato alla Dinamo Mosca.
Il 7 settembre 2020 ha sottoscritto un contratto con la squadra del PFC Sochi.

### Nazionale
Viene convocato per gli Europei 2016 in Francia, in sostituzione dell'infortunato Igor' Denisov.

## Statistiche

### Cronologia presenze e reti in nazionale
| Cronologia completa delle presenze e delle reti in nazionale ― Russia | Cronologia completa delle presenze e delle reti in nazionale ― Russia | Cronologia completa delle presenze e delle reti in nazionale ― Russia | Cronologia completa delle presenze e delle reti in nazionale ― Russia | Cronologia completa delle presenze e delle reti in nazionale ― Russia | Cronologia completa delle presenze e delle reti in nazionale ― Russia | Cronologia completa delle presenze e delle reti in nazionale ― Russia | Cronologia completa delle presenze e delle reti in nazionale ― Russia |
| Data                                                                  | Città                                                                 | In casa                                                               | Risultato                                                             | Ospiti                                                                | Competizione                                                          | Reti                                                                  | Note                                                                  |
| --------------------------------------------------------------------- | --------------------------------------------------------------------- | --------------------------------------------------------------------- | --------------------------------------------------------------------- | --------------------------------------------------------------------- | --------------------------------------------------------------------- | --------------------------------------------------------------------- | --------------------------------------------------------------------- |
| 17-11-2015                                                            | Rostov sul Don                                                        | Russia                                                                | 1 – 3                                                                 | Croazia                                                               | Amichevole                                                            | -                                                                     |                                                                       |
| 26-3-2016                                                             | Mosca                                                                 | Russia                                                                | 3 – 0                                                                 | Lituania                                                              | Amichevole                                                            | -                                                                     | 46’                                                                   |
| Totale                                                                |                                                                       | Presenze                                                              | 2                                                                     |                                                                       | Reti                                                                  | 0                                                                     |                                                                       |

## Palmarès

### Club

#### Competizioni nazionali
- Supercoppa di Russia: 2

Zenit San Pietroburgo: 2015, 2016
- Coppa di Russia: 1

Zenit San Pietroburgo: 2015-2016